# هپارین با وزن مولکولی پایین
هپارین با وزن مولکولی پایین (انگلیسی: Low-molecular-weight heparin) یا به طور مخفف LMWH در واقع هپارينهایی با وزن مولكولي پايين هستند که از هپارينهاي تجـارتي بـه دسـت مـي آينـد و اندازه مولكولي آنها حدود يـك سـوم هپـارين غيرشكسـته شـده
(UFH – Heparin Unfractioned) ميباشد . این ترکیبات وزن مولكولي بين 1000 تـــا 10000 دالتـــون دارنـــد . از آنجـــا كـــه روشـــهاي دپوليمرازسيون گوناگوني براي ساختهشدن اين داروها بكار بـرده ميشود ، در نتيجه خواص ضد انعقادي و فارماكوكنتيكي آنهـا بـا هم متفاوند و نمـيتواننـد بجـاي هـم مـورد اسـتفاده قـرار گيرنـد .
تعدادي از داروهـايي كـه در ايـن گـروه قـرار دارنـد عبارتنـد از:
- داناپاروئید
- تینزاپارین
- انوکساپارین

*دالته پارین
- نادروپارین

در ابتــدا مزيتهــاي گونــاگوني بــراي ايــن داروهــا
متصور میشد، اما بعدها ثابت شد كه عمده مزيـت آنهـا خـواص
فارماكوكنتيكي قابل پيش بيني آنها و عدم احتياج به اندازهگيـري مرتب aPTT مي باشد . در واقع این ترکیبات به علت وزن مولكولي پايين به ميزان كمتري به پروتئين هاي پلاسما پيوند مـي خورنـد و در نتيجه ارتباط بين دوز و اثر آنهـا بيشـتر قابـل پـيش بينـي اسـت. بعلاوه داراي نيمه عمر طولاني تري هستند و مي تـوان آنهـا را دو دفعه و حتي يـك دفعـه در روز تجـويز نمـود . همچنـين فراهمـی زيستي (Bioavailbility) بهتري نسبت به UFH دارند و در نتيجـه بيشتر جذب ميشوند. از آنجا كه تمايل كمتري بـراي پيوسـتن بـه فاكتور 4 پلاكتها دارند ، كمتر موجب به ترومبوسيتوپني ميشـوند. همچنين به دليل كاهش تمايل پيونـد  ترکیبات LMWH بـه استئوبلاسـت نسبت به UFH ، كمتر موجب استئوپروز ميشوند و بالاخره زمـان بستري شدن در بيمارستان با LMWHs كوتاهتراست.
مصرف يـك دفعـه در روز LMWHs بـه صـورت زیرجلدی بـه اندازه دوز پايين UFH كه دو يـا سـه دفعـه در روز داده مـي شـود براي پيشگيري از ترومبوز وريدي در بيماران بـا ريسـك بـالا كـه تحت عمل جراحي قرار مـي گيرنـد ، مـؤثر اسـت . هـم اكنـون ، داروي انتخـــابي بـــراي جلـــوگيري از ترومبـــوز وريـــدي در جراحيهاي ماژور ارتوپدي به حساب مي آيند و خطر خـونريزي.  ترکیبات LMWH زير جلدي كه بر اساس وزن بدن تنظيم شده باشـند بـه اندازه UFH در درمان ترومبوز وريدي و آمبولی ریه مـؤثر هسـتند بـدون آنكه نيازي به مانيتور مرتب aPTT وجود داشـته باشـد . بعضـي از مطالعات نشان داده اند كه تفاوت قابل ملاحظه اي بـين  ترکیبات LMWH و UFH براي كاهش خطر سکته قلبی ، عود آنژين ومرگ ومير قلبـي – عروقي پس از آنژين ناپايدار يا سکته قلبی وجود ندارد ولـي هـر دو دسته در كوتاه مدت تأثير چشمگيري دارند.  ترکیبات LMWH در جلـوگيري از Restenosis بعد از آنژيوپلاستي شرياني مـؤثر هسـتند. خلاصه ميتوان اظهار داشت كه  ترکیبات LMWH به انـدازه UFH مـؤثر وامن هستند و احتياج به مانيتور كمتري دارند . بعـلاوه چـون ايـن داروها زير جلدي تزريـق مـيشـوند ، بيمـار زودتـر از بيمارسـتان ترخيص ميشود.
مهمترين مشكل با اين داروها ، گران بودن آنهـا نسـبت بـه
هپارين ميباشد كه با انجـام نـدادن تسـت aPTT و كـاهش زمـان
بستري ، شايد قيمت بالاي آن تا حدودي خنثي گردد. 